# Eupithecia plumbea
Eupithecia plumbea là một loài bướm đêm trong họ Geometridae.